# Lost Highway (음반)
| 전문가 평가          | 전문가 평가 |
| 총 점수              | 총 점수     |
| 출처                 | 점수        |
| -------------------- | ----------- |
| 메타크리틱           | (64/100)    |
| 평가 점수            |             |
| 출처                 | 점수        |
| AllMusic             | [ 3 ]       |
| BBC                  | (positive)  |
| Blender              | [ 5 ]       |
| Entertainment Weekly | B−          |
| The New York Times   | (positive)  |
| NOW                  | [ 8 ]       |
| Rolling Stone        | [ 9 ]       |
| Yahoo! Music UK      | [ 10 ]      |

《Lost Highway》는 2007년 6월 8일, 아일랜드 레코드를 통해 발매된 미국의 록 밴드 본 조비의 열 번째 스튜디오 음반이다. 존 섕크스와 댄 허프가 프로듀싱한 이 음반은 내슈빌의 블랙 버드 스튜디오와 할리우드의 NGR 레코딩에서 녹음되었다.
이 음반은 2006년 5월, 미국 컨트리 차트 1위에 오른 제니퍼 네틀스와 듀엣곡인 2006년 싱글 〈Who Says You Can't Go Home〉의 컨트리 버전이 성공한 후 컨트리 음악의 록 사운드에 영향을 미친다. 〈Who Says You Can't Go Home〉의 듀엣 버전으로 성공을 거둔 데 이어, 다른 아티스트들과 협업하여 제작된 음반에는 두 곡의 노래가 있는데, 빅 & 리치가 참여한 〈We Got It Going On〉과 리앤 라임스가 참여한 싱글 〈Till We Ain't Strangers Anymore〉이다.
존 본 조비에 의해 "내슈빌의 영향을 받은 본 조비 음반"으로 묘사된 이 음반은 빌보드 200에서 1위로 데뷔했으며, 본 조비의 첫 번째 음반이자 미국에서 세 번째 음반이 되었다. 이 음반은 2008년 그래미 어워드에서 최우수 팝 보컬 앨범 후보로 지명되었다. 이것은 컨트리 음악 장르에서 밴드의 첫 번째 스튜디오 음반이었다.

## 배경
2006년 여름, 존 본 조비는 리치 샘보라와 함께 다음 번 본 조비 음반을 녹음하기 위해 테네시주 내슈빌로 갈 계획이라고 밝혔다. 그들의 의도는 유명한 컨트리 송라이터와 아티스트들과 함께 곡을 쓰고 듀엣을 녹음하는 것이었다. 존이 다음과 같이 설명했다. "내슈빌 세션 레코드를 생각하고 있습니다. 몇 명의 컨트리 작곡가와 아티스트, 그리고 저와 리치와 함께 빨리 녹음을 하고 싶습니다. 듀엣을 할 두세 명의 아티스트를 구하고 싶은데요. 내슈빌의 작곡가 몇 명에게 빛을 발할 기회를 주고 싶습니다. 리치와 저는 이 사람들과 함께 우리만의 노래를 만들 수 있다는 것을 증명하기 위해 몇 곡을 작곡할 것입니다." 밴드 멤버들은 2006년 9월에 내슈빌로 갔다. 그리고 12월에 그들은 12곡 중 10곡을 작곡하고 녹음하고 준비했다. 2007년 초, 존 본 조비는 음반을 철회하고 5곡을 더 작곡했고 그 중 2곡이 음반을 만들었다.
본 조비는 《Have a Nice Day》(2005년)의 두 번째 싱글인 〈Who Says You Can't Go Home〉으로 큰 성공을 거두었다. 본 조비는 미국 《빌보드》 핫 컨트리 송스 차트에서 1위에 올랐고, 본 조비는 이 차트에서 1위를 차지한 최초의 록 밴드가 되었다. 이 곡은 그래미 어워드와 피플스 초이스상도 받았다. 이 밴드는 성공에 고무되어 내슈빌에서 컨트리 영향을 받은 본 조비 음반을 만들 생각을 했다. 존은 아일랜드 출신의 L.A. 레이드에게 연락해서 그 아이디어에 대해 이야기했고 대화를 통해 그런 종류의 음반을 만드는 것의 단점을 깨달았지만, 여전히 그의 예술적 자유를 표현하고 싶었기 때문에 그렇게 하고 싶어했다. 밴드가 내슈빌에 왔을 때, 그들은 그것이 어떤 음반일지는 몰랐지만, 그들은 그들이 무엇에 대해 쓸지 알고 있었다.
Have a Nice Day Tour 이후 밴드 멤버들의 사생활에는 많은 일들이 있었다. "만약 누군가가 말했다면, 당신은 9월에 녹음을 쓸 것이고, 8월에 길에서 벗어났을 것입니다." 2007년 본 조비는 "저는 《Slippery》의 실수를 《New Jersey》로 반복하지 않을 것이기 때문에 거절했을 것입니다. 하지만 저는 이 세상에서 일어나는 일들을 관찰하기 시작했습니다. 리치는 헤더 로클리어와 이혼했고 그의 아버지는 암으로 세상을 떠났습니다. 한편 데이브는 이혼을 했고 그의 아이들의 양육권을 위해 싸우고 있었습니다. 리치와 데이브가 개인으로서 새로이 얻은 자유로움이 더해진 슬픔을 보면서 우리가 무엇에 대해 써야 할지 생각하게 됩니다."

## 곡 목록
| #   | 제목                                                    | 작사·작곡                          | 재생 시간 |
| --- | ------------------------------------------------------- | ---------------------------------- | --------- |
| 1.  | 〈Lost Highway〉                                        | 존 본 조비, 리치 샘보라, 존 섕크스 | 4:13      |
| 2.  | 〈Summertime〉                                          | 본 조비, 샘보라, 섕크스            | 3:17      |
| 3.  | 〈(You Want to) Make a Memory〉                         | 본 조비, 샘보라, 데스몬드 차일드   | 4:36      |
| 4.  | 〈Whole Lot of Leavin'〉                                | 본 조비, 섕크스                    | 4:16      |
| 5.  | 〈We Got It Going On (Feat. 빅 & 리치)〉                | 본 조비, 샘보라, 빅 케니, 존 리치  | 4:13      |
| 6.  | 〈Any Other Day〉                                       | 본 조비, 샘보라, 고르디 샘프슨     | 4:01      |
| 7.  | 〈Seat Next to You〉                                    | 본 조비, 샘보라, 힐러리 린지       | 4:21      |
| 8.  | 〈Everybody's Broken〉                                  | 본 조비, 빌리 팔콘                 | 4:11      |
| 9.  | 〈Till We Ain't Strangers Anymore (Feat. 리앤 라임스)〉 | 본 조비, 샘보라, 브렛 제임스       | 4:43      |
| 10. | 〈The Last Night〉                                      | 본 조비, 샘보라, 섕크스            | 3:32      |
| 11. | 〈One Step Closer〉                                     | 본 조비, 샘보라, 섕크스            | 3:35      |
| 12. | 〈I Love This Town〉                                    | 본 조비, 샘보라, 팔콘              | 4:36      |

## 인증
| 국가                                                  | 인증        | 판매량/출하량 |
| ----------------------------------------------------- | ----------- | ------------- |
| 오스트레일리아 (ARIA)                                 | 골드        | 35,000^       |
| 오스트리아 (IFPI 오스트리아)                          | 2× 플래티넘 | 30,000*       |
| 캐나다 (뮤직 캐나다)                                  | 3× 플래티넘 | 300,000^      |
| 덴마크 (IFPI Danmark)                                 | 골드        | 15,000^       |
| 독일 (BVMI)                                           | 플래티넘    | 200,000^      |
| 헝가리 (MAHASZ)                                       | 골드        | 3,000^        |
| 아일랜드 (IRMA)                                       | 골드        | 7,500^        |
| 일본 (RIAJ)                                           | 골드        | 0^            |
| 뉴질랜드 (RMNZ)                                       | 골드        | 7,500^        |
| 러시아 (NFPF)                                         | 골드        | 10,000*       |
| 스페인 (PROMUSICAE)                                   | 골드        | 40,000^       |
| 스위스 (IFPI 스위스)                                  | 플래티넘    | 30,000^       |
| 영국 (BPI)                                            | 골드        | 100,000^      |
| 미국 (RIAA)                                           | 플래티넘    | 1,000,000^    |
| *판매량을 기반으로 한 인증 ^출하량을 기반으로 한 인증 |             |               |